# Deep Down (videogioco)
Deep Down è un videogioco di ruolo sviluppato da Capcom per PlayStation 4 e mai pubblicato.
Dungeon crawler dal gameplay simile alla serie Souls, nonostante l'ambientazione fantasy, gli eventi del gioco si svolgono a New York nel 2094.

## Sviluppo
Il gioco è stato annunciato nel 2013 con un titolo provvisorio. Nel corso del Tokyo Game Show 2013 è stato dichiarato che Deep Down sarebbe stato free-to-play e in esclusiva per PlayStation 4.
Nel 2018 Capcom ha rinnovato nuovamente il marchio Deep Down, alimentando speculazioni su un imminente annuncio. Nel 2020 Yoshinori Ono ha interrotto la collaborazione con Capcom. Shawn Layden, ex presidente di SIE Worldwide Studios, ha dichiarato di non avere idea riguardo alle motivazioni che hanno portato all'annullamento del gioco.